# Вацкевич Віталій Станіславович
Віталій (Вацлав) Станіславович Вацкевич (пол. Wacław Wackewycz; нар. 12 лютого 1928, Кам'янське, УРСР — пом. 12 вересня 1992) — радянський український футболіст та тренер польського походження, виступав на позиції нападника.

## Клубна кар'єра
Футбольну кар'єру розпочав 1946 році в дніпродзержинській «Сталі». У 1947 році (за іншими даними 1948 року) перейшов до дніпропетровських одноклубників, у футболці якого дебютував у змаганнях команд-майстрів. Проте вже наступного року повернувся в «Сталь», яка 1949 року змінила назву на «Металург». У 1952 році прийняв запрошення від вищолігового «Торпедо», з яким виграв усі свої трофеї. У 1956 році перебрався до кишинівського «Буревісника», але вже наступного року повернувся в «Торпедо». У 1958 році перейшов до «Адміралтійця» (Ленінград), у футболці якого завершив кар'єру.

## Кар'єра тренера
По завершенні кар'єри гравця розпочав тренерську діяльність. У 1958—1959 роках допомагав тренувати московський аматорський клуб «Фрезер». У 1961—1962 роках очолював дніпродзержинський «Хімік», який згодом змінив назву на «Дніпровець». У 1963 році призначив головного тренера «Авангарду» (Тернопіль). Влітку 1965 року очолив «Металург» (Липецьк), який тренував 27 вересня 1966 року. У 1967 році очолив «Комунарець» (Комунарськ), а наступного року очолив «Авангард» (Тернопіль). У 1969 році очолив «Спартак» (Петрозаводськ), який тренував до 1972 році. З 1973 по 1974 році  працював тренером у ДЮСШ «Крила Рад» (Москва). У 1974 році очолив «Луч» (Загорськ), який тренував до 1976 році.

## Досягнення

### Як гравця
«Торпедо» (Москва)
- Чемпіонат СРСР
  -  Срібний призер (1): 1957
  -  Бронзовий призер (1): 1953[1]

- Кубок СРСР
  -  Володар (1): 1952

### Відзнаки
- Майстер спорту СРСР